# Knut Nordahl
Knut Nordahl (Hörnefors, 13 de enero de 1920-Föllinge, 28 de octubre de 1984) fue un futbolista sueco que jugaba en la demarcación de centrocampista. Fue ganador de la medalla de oro con el equipo de Suecia en los Juegos Olímpicos de Londres 1948 y de la medalla de bronce en la Copa Mundial de Fútbol de 1950.

## Selección nacional
Jugó un total de 26 partidos con la selección de fútbol de Suecia. Hizo su debut el 30 de septiembre de 1945 en un partido amistoso contra Finlandia, encuentro que finalizó con un resultado de 1-6 a favor del combinado sueco. Además disputó dos campeonato nórdico de fútbol. Tras la convocatoria de George Raynor, disputó los Juegos Olímpicos de 1948, donde consiguió la medalla de oro tras ganar en la final a Yugoslavia por 3-1. También jugó la Copa Mundial de Fútbol de 1950, de nuevo a las órdenes de George Raynor, donde llegó a quedar en tercer lugar tras Uruguay y Brasil.

### Participaciones en Copas del Mundo
| Mundial                        | Sede   | Resultado     | Partidos | Goles |
| ------------------------------ | ------ | ------------- | -------- | ----- |
| Copa Mundial de Fútbol de 1950 | Brasil | Tercer puesto | 3        | 0     |

### Participaciones en Juegos Olímpicos
| Juegos Olímpicos                 | Sede        | Resultado | Partidos | Goles |
| -------------------------------- | ----------- | --------- | -------- | ----- |
| Juegos Olímpicos de Londres 1948 | Reino Unido | Campeón   | 2        | 0     |

### Goles internacionales
| # | Fecha                | Estadio                            | Oponente  | Gol | Resultado | Competición |
| - | -------------------- | ---------------------------------- | --------- | --- | --------- | ----------- |
| 1 | 6 de octubre de 1946 | Estadio Ullevi, Gotemburgo, Suecia | Dinamarca | 2–0 | 3-3       | Amistoso    |

## Clubes
| Club           | País   | Año         | Partidos | Goles |
| -------------- | ------ | ----------- | -------- | ----- |
| IFK Norrköping | Suecia | 1941 - 1949 | 167      | 40    |
| AS Roma        | Italia | 1950 - 1952 | 61       | 1     |
| Degerfors IF   | Suecia | 1952 - 1953 |          |       |

## Palmarés

### Campeonatos nacionales
| Título         | Club           | País   | Año  |
| -------------- | -------------- | ------ | ---- |
| Allsvenskan    | IFK Norrköping | Suecia | 1943 |
| Allsvenskan    | IFK Norrköping | Suecia | 1945 |
| Allsvenskan    | IFK Norrköping | Suecia | 1946 |
| Allsvenskan    | IFK Norrköping | Suecia | 1947 |
| Allsvenskan    | IFK Norrköping | Suecia | 1948 |
| Allsvenskan    | IFK Norrköping | Suecia | 1952 |
| Copa de Suecia | IFK Norrköping | Suecia | 1943 |
| Copa de Suecia | IFK Norrköping | Suecia | 1945 |
| Serie B        | AS Roma        | Italia | 1952 |

### Campeonatos internacionales
| Título           | Club                          | País   | Año  |
| ---------------- | ----------------------------- | ------ | ---- |
| Juegos Olímpicos | Selección de fútbol de Suecia | Suecia | 1948 |

### Distinciones individuales
| Título     | Club           | País   | Año  |
| ---------- | -------------- | ------ | ---- |
| Guldbollen | IFK Norrköping | Suecia | 1949 |